# فابیو مارسلو دی اولیویرا
فابیو مارسلو دی اولیویرا (به پرتغالی: Fábio Marcelo De Oliveira) مهاجم اهل برزیل است که در شهر ریودو ژانیرو و در تاریخ ۶ ژوئیهٔ ۱۹۷۴ به دنیا آمده‌است.
فابیو مارسلو دی اولیویرا در تیم‌های فوتبال Mariscal Braun سابقهٔ حضور دارد.